# Booterstown
Booterstown (in irlandese Baile an Bhóthair) è una località della Repubblica d'Irlanda. Fa parte della contea di Dún Laoghaire-Rathdown, nella provincia di Leinster.